# Harka (fångstredskap)
Harka eller ålharka är ett fångstredskap för ål som användes fram till 1800-talets slut. Harkan kan liknas vid en kam med cirka 12–15 centimeter långa och mycket vassa pinnar utan hullingar. I ena änden sitter ett långt skaft på 3–5 meter. Harkan var ett komplement till ljustret när isen låg och ålen inte kunde ses men även sommartid när ålen gömde sig i bottenvegetationen. Man drog harkan efter botten genom ett hål i isen och hoppades på att ålen fastnade. Denna fiskemetod fungerade ganska bra eftersom det fanns gott om ål bland blåstången.
Harkan är idag, liksom ljustret, ett förbjudet redskap och har ersatts av åltången/ålsaxen som anses vara en "snällare" fångstmetod.